# Sceloporus subpictus
Sceloporus subpictus (яскравочерева колюча ігуана) — вид ігуаноподібних ящірок родини фриносомових (Phrynosomatidae). Ендемік Мексики.

## Поширення і екологія
Яскравочереві колючі ігуани відомі з типової місцевості, розташованої в горах Південної Сьєрра-Мадре на заході Оахаки. Вони живуть в сухих соснових і сосново-дубових лісах та в ксерофітних заростях, трапляються на полях. Зустрічаються на висоті від 2660 до 3125 м над рівнем моря. Є живородними.